# Paulo Coelho
Paulo Coelho (Rio de Janeiro, 24 d'agost de 1947) és un escriptor i compositor brasiler. És l'autor més venut i traduït en llengua portuguesa de tots els temps.
La seva novel·la amb més difusió és L'Alquimista, de la qual s'han venut més de trenta milions d'exemplars i s'ha traduït a 88 llengües. En total, l'autor ha venut més de 320 milions d'exemplars en més de 150 països (224 territoris).

## Biografia
Nascut en una família catòlica de classe mitjana, va ingressar als set anys en un col·legi jesuïta de l'aleshores capital del Brasil. Des de l'adolescència tenia vocació d'escriptor, tot i l'oposició dels seus pares. El seu caràcter marcadament introvertit i el seu rebuig a seguir el camí marcat van fer que els seus pares l'ingressessin als disset anys en un centre psiquiàtric, d'on escaparia tres vegades abans de ser alliberat als vint anys.
D'acord amb els desigs dels seus pares, va iniciar estudis de dret, que va abandonar l'any 1970 influït pel moviment hippy. Aleshores va emprendre un viatge que el portaria per Perú, Bolívia, Xile, Mèxic, Europa i el nord d'Àfrica. Dos anys després va tornar al Brasil on trobà feina escrivint lletres de cançons per als músics Elis Regina, Rita Lee i Raul Seixas. El 1974 fou detingut en un centre militar de tortures acusat d'activitats subversives contra el govern brasiler, que considerava la ideologia de les cançons d'extrema esquerra.
L'any 1987 va recórrer el camí de Santiago, motiu d'inspiració de la seva primera gran novel·la El Pelegrí de Compostel·la. Va abandonar la seva faceta d'escriptor de cançons i es va centrar a escriure llibres, i el seu llibre següent, L'Alquimista (que també se centra en la temàtica del pelegrinatge) esdevingué un èxit.
Des de la publicació de L'Alquimista, Coelho ha publicat llibres ininterrompudament. Tot i les polèmiques originades per algunes de les implicacions morals i intel·lectuals de les seves obres, continua apareixent a les llistes de llibres més venuts en diversos països amb cada nova publicació. D'entre les seves obres més reconegudes hi ha títols com ara "Brida", "Onze Minuts", "Aleph", o "Adulteri", totes elles novel·les amb gran acceptació de públic.
El 2002 ingressà a la prestigiosa Academia Brasileira de Letras, a on ocupa la cadira número 21. Des de l'any 2007, Coelho és missatger de la Pau per a les Nacions Unides.